# Regina Pessoa
Regina Maria Póvoa Pessoa Martins (Coimbra, 16 dicembre 1969) è un'animatrice portoghese.

## Biografia
Regina Pessoa nacque a Coimbra, ma visse in un villaggio vicino alla città fino a diciassette anni. Non disponendo di un televisore, trascorreva molto tempo a leggere, ascoltare gli anziani raccontare storie e anche a colorare con della carbonella le porte e le pareti della casa di sua nonna, incoraggiata da suo zio.
Si laureò in pittura all'Università di Porto nel 1998 e mentre era ancora una studentessa prese parte a differenti workshops di animazione, partecipando all'Espace Projets (Annecy, 1995) con il corto A Noite, che avrebbe terminato nel 1999.
Nel 1992 incominciò a lavorare per la Filmógrafo - Estúdio de Cinema de Animação do Porto, dove collaborò come animatrice in diversi film.
Il suo cortometraggio História Trágica com Final Feliz è il film portoghese più premiato di sempre.
Il suo corto animato Kali, the Little Vampire fu premiato col premio Hiroshima nel 2012 al Festival internazionale di animazione di Hiroshima.

## Filmografia
- Ciclo Vicioso, 23sec., Betacam (campagna contro il fumo per GlaxoWellcome) - co-diretto con Abi Feijó e Pedro Serrazina (1996)
- Estrelas de Natal, 40sec., Betacam (per RTP) - co-diretto con Abi Feijó (1998)
- A Noite, 6min 35sec., 35mm (1999)
- Odisseia nas Imagens, 25sec., 35mm (Festival Intro) (2001)
- História Trágica com Final Feliz, 7min 46sec. (2005)
- KALi, the little Vampire, 9min 30sec. (2012)